# Bogdan Borčić
Bogdan Borčić, slovenski slikar, * 26. september 1926, Ljubljana, † 24. april 2014, Slovenj Gradec.
Slikar je otroška leta preživljal pri sorodnikih v Komiži na Visu. Med drugo svetovno vojno so Nemci mladega fanta deportirali v Dachau. Borčić je slikarstvo študiral na ALU. Diplomiral je leta 1950, študij pa nadaljeval na specialki za slikarstvo pri profesorju Gabrijelu Stupici, s katerim je ostal prijatelj tudi po študiju. Izpopolnjeval se je na študijskih potovanjih v Amsterdamu in Parizu, kjer je leta 1958/59 tri mesece delal v ateljeju grafika J. Friedlaenderja. Na Akademiji za likovno umetnost v Ljubljani je poučeval od leta 1969 naprej, od leta 1979 kot redni profesor za grafiko. Na povabilo likovne akademije v Monsu (Belgija) je leta 1979 tam en mesec predaval o grafiki. Njegova grafična dela v svojih zbirkah hranijo mnogi svetovni muzeji, med drugim tudi dunajska Albertina. V Galeriji Božidar Jakac v Kostanjevici na Krki je urejen poseben Grafični kabinet Bogdana Borčića z več kot 1000 grafikami, z njegovimi znamenitimi motivi školjk in serijami različnih klasičnih tehnik. Večjo zbirko slik hranijo v galeriji v Slovenj Gradcu.
Nagrado Prešernovega sklada je umetnik prejel leta 1965 za slikarske stvaritve, razstavljene v letu 1964, Prešernovo nagrado pa leta 2005 za življenjsko delo. Od leta 1980 do smrti je živel in ustvarjal v Slovenj Gradcu. V poznem obdobju se je ukvarjal z žarečimi slikami z velikimi barvnimi ploskvami in dodanimi elementi. Serijo slik je posvetil taborišču Dachau (zadnja grafična mapa z naslovom In principio erat Dachau, 2014); v svojih slikanih vizijah je poustvaril vrata krematorija in celic. Zadnjo serijo slik, ki je aprila 2014 razstavljena v Ajdovščini, je zaznamoval s kadilsko pipo; naslikano ali s prilepljenimi artefakti. 
Poročen je bil s slikarko Zdenko Golob-Borčić, njuna hči je umetnostna zgodovinarka in teoretičarka Barbara Borčić; Bogdanova sestra je filmska pedagoginja Mirjana Borčić. 

## Nagrade in priznanja
- 2004: Valvasorjevo častno priznanje za donacijo zbirke slik Koroški galeriji likovnih umetnosti Slovenj Gradec[5]